# Phare d'Heceta Head
Le phare d'Heceta Head est un phare  situé sur Heceta Head, un promontoire  au nord de Florence dans le Comté de Lane (État de l'Oregon), aux États-Unis.
Ce phare est géré par la Garde côtière américaine, et les phares de l'État de Washington sont entretenus par le District 13 de la Garde côtière  basé à Seattle ou par des organismes partenaires.
Il est inscrit au Registre national des lieux historiques depuis le 28 novembre 1978 .

## Histoire
Heceta Head doit son nom à l'explorateur espagnol Bruno de Heceta (1743-1807)  qui a exploré le Nord-Ouest Pacifique. Avant lui, Heceta Head était un lieu de pêche et de chasse fréquenté par les tribus amérindiennes qui peuplaient la région. Heceta Head fait partie des terres traditionnelles des Indiens Siuslaw. En 1888, des colons blancs les ont chassé de la région et ont revendiqué les terres environnantes. La même année, l'United States Lighthouse Service a approuvé la construction d'un phare et le gouvernement a acheté une parcelle de terrain.
En 1892, une équipe de 56 hommes a commencé la construction du phare. En raison de l'isolement du site, les matériaux de construction étaient acheminés par bateau si le temps et la marée le permettaient, ou amenés de Florence par chariot, cela prenant habituellement quatre ou cinq heures. Des pierres ont été apportées de la rivière Clackamas et des briques sont venues de San Francisco. Achevé en août 1893, l'ensemble du projet comprenait : le phare, les maisons pour le gardien, les deux aides-gardiens et leurs familles, une grange, deux bâtiments de stockage du kérosène.
Le phare et les logements des gardiens ont été inscrits au Registre national des lieux historiques en 1978 pour leur importance architecturale et technique.
En raison de l'électrification de la station, le gardien-chef du phare n'était plus nécessaire, et sa maison fut achetée et démontée pour servir de bois de reconstruction. La maison-duplex des assistants-gardiens est resté en fonctionnement. Après l'automatisation du phare en 1963, les derniers gardiens ne furent plus utiles, et la maison restante fut louée à la Lane Community College en 1970 par l'U.S. Forest Service, qui avait pris en charge la gestion du bâtiment. Le porche de la maison de style Queen Anne a été restauré en 1981.
Le phare de Heceta Head fut fermé au public en août 2011 pour cause de réparation et de restauration. Les entreprises ont remplacé et restauré les pièces métalliques et la maçonnerie historiques de la tour, installé de nouvelles fenêtres et réparé le mécanisme de rotation de la lentille. L'intérieur et l'extérieur du phare ont été repeints et le plancher de bois original de l'atelier a été découvert et reconditionné. Le phare a été remis en l'état, autant que possible, qu'en 1894. Il a été ouvert de nouveau au public après deux ans le 8 juin 2013 avec l'aide du Heceta Head State Scenic Viewpoint.

## Description
La tour circulaire, avec galerie et lanterne, mesure 17 m de haut. Elle
est attenante à un local désormais fermé. À une hauteur focale de 62 m il émet, un flash blanc, par période de 10 secondes. La lentille de Fresnel de 1er ordre d'origine est toujours en fonctionnement. Sa portée nominale est de 21 milles nautiques (environ 39 km), ce qui en fait le phare le plus puissant de l'Oregon.
Le phare est entretenu par le Oregon Parks and Recreation Department (en) (OPRD), tandis que la maison des gardiens de phare, exploitée comme auberge de nuit, est entretenue par le Service des forêts des États-Unis (USDA).
Identifiant : ARLHS : USA-368 - Amirauté : G4486 - USCG : 6-0635.

## caractéristique duFeu maritime
Fréquence : 10 secondes (W)
- Lumière : 1 seconde
- Obscurité : 9 secondes

|             |
| Heceta Head |

|             |
| La Lanterne |

|              |
| Restauration |

### Lien connexe
- Liste des phares de l'Oregon